# Старорусская икона Божией Матери
Старорусская икона Божией Матери — почитаемая в Православной церкви икона Богородицы. У верующих икона почитается чудотворной, празднования её совершаются: 4 (17) мая — день принесения копии иконы в Старую Руссу и 18 сентября (1 октября) — день возвращения чудотворной иконы в Старую Руссу.

## История иконы

### Появление иконы
Дата и место явления иконы Старорусской Божией Матери точно неизвестно.
Согласно Виленскому месяцеслову за 1609 год, икона была перенесена из греческого города Ольвиополя (ныне в районе Херсона) в Русу (ныне Старая Русса) в 1470 году. В тот год на Византию нападали турки и крымские татары, и, желая спасти икону от поругания иноверцами, жители решили отправить почитаемую святыню в Русу. Её доставили и поместили в главный храм Спасо-Преображенского монастыря, самый древний храм в городе.
По другой версии, икона появилась в 1570 году в храме Святого Великомученика Георгия села Выдропуска Новгородской (позднее — Тверской губернии). Оттуда она была ненадолго перенесена в Старую Руссу. Позднее эта версия активно поддерживалась тихвинцами.

### Перенесение в Тихвин
Предание гласит, что в 1570 году в Тихвине вспыхнуло моровое поветрие. По откровению, бывшему одному благочестивому жителю Тихвина, для избавления от этой эпидемии необходимо обменять чтимые образы Божией Матери Старой Руссы и Тихвина. Жители Тихвина обратились к рушанам с просьбой отпустить к ним чудотворную икону, а в ответ пообещали прислать копию чудотворной Тихвинской иконы Божией Матери. На руках тихвинцы доставили икону и с крестным ходом обнесли вокруг города. Мор прекратился. Обрадованные жители поместили икону в главный храм своего монастыря. По другой версии, люди носили чудотворный образ из города в город, и, когда моровое поветрие прекратилось, оставили его в ближайшем храме, который оказался в городе Тихвине. Долгое время икона оставалась невозвращённой.

### Тяжба
В августе 1805 года рушане начали ходатайствовать о возвращении иконы из Тихвина. Митрополит Новгородский Амвросий (Подобедов) и епископ Старорусский Евгений (Болховитинов) не возражали против возвращения святыни, но архимандрит Тихвинского монастыря Герасим (Князев) отказался выдать икону присланным из Старой Руссы депутатам под предлогом возможного возмущения тихвинцев. В 1806 году новое ходатайство рушан также не было удовлетворено. В марте 1808 года в Городскую Думу было послано благословение митрополита Новгородского Амвросия на возвращение иконы, но оно так и не состоялось. Следующее ходатайство было подано 22 октября 1830 года императору Николаю I, но в 1831 году оно было отклонено из-за восстания военных поселенцев, которое произошло в Старой Руссе. Следующая попытка была предпринята в июне 1848 года. В Старой Руссе вспыхнула эпидемия холеры. Городское общество обратилось в Святейший синод с просьбой о возвращении иконы, обязуясь оставить в Тихвине копию, украшенную драгоценностями. В указе Святейшего Синода от 22 сентября 1850 года № 9855 говорилось:

Предлогами к присвоению себе принесённого из Руссы Образа тихвинцы выставляют то, что Икона три столетия находится в Тихвине и что они, по усердию своему, благолепно украсили её. Но эти обстоятельства не заключают в себе прав на присвоение, ибо на дела касательно святыни законы гражданской давности простираться не могут.— Описание перенесения Чудотворной иконы Старорусской Божией Матери
Но решение Синода оказалось вновь не в пользу рушан:

Не отвергая принадлежности Образа Руссе, оставить оный в Тихвине до времени, когда изображённая на нём Владычица всей твари, смягчив сердца тихвинцев устранит все препятствия к возвращению сего образа в Руссу, а рушанам отдать полную справедливость в искреннем желании и старании усугубить Святыню в городе своём, что служит несомненным доказательством их благочестия, предоставить просить у тихвинцев свой Образ.— Описание перенесения Чудотворной иконы Старорусской Божией Матери
В 1888 году горожане вновь посылают очередное прошение в Священный Синод через митрополита Новгородского Исидора. При этом они обращаются за поддержкой к командующему войсками Санкт-Петербургского военного округа великому князю Владимиру Александровичу, который двадцать три года назад вместе со своим братом Алексеем Александровичем отдыхал на старорусском курорте. 29 октября 1887 года он отправил письмо в поддержку прошения настоятеля Спасо-Преображенского монастыря архимандрита Мардария. 29 марта 1888 года просьба рушан была уважена, 7 мая этого же года, спустя почти 180 лет со времени первого прошения, это решение утвердил император Александр III.
24 августа 1888 года около ста человек, не считая полуроты солдат 86-го Вильманстрандского полка, отправились за иконой. В Тихвин они также привезли точную копию Старорусской иконы с равноценными украшениями, на написание которой в кратчайшие сроки были собраны 14 500 рублей серебром. Древнюю икону в Старую Руссу несли на руках крестным ходом с молебнами. 17 сентября её принесли в Старую Руссу и разместили в Спасо-Преображенском монастыре. Она была поставлена на месте, которое занимала до перенесения в Тихвин. Во встрече иконы в Новгороде и Старой Руссе участвовал епископ Старорусский Владимир (Богоявленский). В 1892 году в монастыре была построена церковь Чудотворной Старорусской иконы Божией Матери, куда была перенесена икона.
С приходом советской власти с иконы сняли серебро и драгоценности и передали в краеведческий музей. В августе 1941 года, во время оккупации, икона исчезла и до сих пор не найдена.

## Описание
Существуют два типа копий иконы Старорусской Божией Матери.

### Древний образ

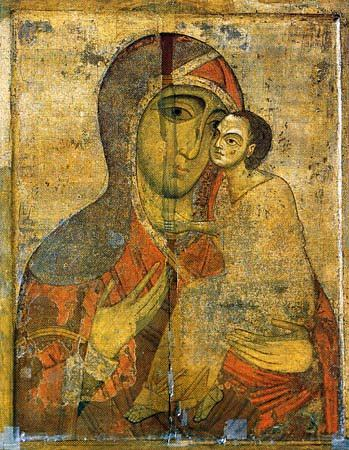
Старорусская икона Божией Матери Умиление (XIII век).

Древний образ, возвращенный в Старую Руссу из Тихвина в 1888 году, представлял собой увеличенный образ Одигитрии, сочетающий в себе черты двух типов иконографии — Тихвинской и Грузинской Богородицы. Младенец сидит на левой руке, взор обращён к Пречистой Деве. От Тихвинской её отличает расположение правой ступни Младенца — она изображается развёрнутой к зрителю в профиль, а не подошвой. От Грузинской Божией Матери её отличает расположение складок мафория на груди Богородицы. Оригинал (как и все последующие списки) имел большие размеры — 260 см в высоту и 190 см в ширину.
Старорусской также иногда называют икону «Богоматерь Умиление» XIII века, приобретенную в Старой Руссе в конце XIX века Д. С. Большаковым, в настоящее время находящуюся в Государственном Русском музее в Санкт-Петербурге, но эта икона не имеет отношения к древнему образу, возвращенному из Тихвина в 1888 году.

### Ныне почитаемый образ
В настоящее время под наименованием «Старорусская» особо почитается один из её условно называемых списков, предположительно выполненный в конце XVIII века, являющийся копией с копии иконы, которая весьма отличается от древней иконы, возвращенной в Старую Руссу в 1888 году.
В 1787 году, не имея возможности вернуть образ в Старую Руссу, соборный староста Иван Петрович Красильников заказал копию чудотворной иконы. 4 мая 1788 года она была перенесена в Старую Руссу и помещена в Воскресенский собор. При возвращении в 1888 году древнего образа оказалось, что святые лики расположены на ней иначе, чем на иконе 1788 года. На левой руке этого списка покоится Младенец Христос, но он отвернулся от Пресвятой Девы, вся его фигура выражает стремление прочь от Матери. В правой руке Христа, опущенной на колено — свиток, левая поддерживает голову. Христос сидит на подобии трона, который образуют руки Богородицы. Икона близка по написанию к иконе Спаса Недреманое Око.
Одно из преданий гласит, что тихвинцы небрежно хранили святыню. От времени и копоти икона Богоматери потемнела, и было невозможно различить черты святых ликов. С большим трудом нанятые Красильниковым живописцы нарисовали с неё копию. А через некоторое время тихвинцы обновили икону по образцу Тихвинской иконы, чем и объясняется различия в иконах. Другой источник сообщает, что лик Христа отвернулся в сторону при виде порочной жизни старорусских горожан.
Икона при оккупации Старой Руссы немецкими войсками была передана в открывшийся в городе храм. В 1943 году, при эвакуации из города гражданского населения, она была вывезена в город Дно и поставлена в Михайловском храме, также открытом в условиях оккупации. После освобождения, в 1946 году, икона была возвращена в Старую Руссу и находится в церкви Святого Георгия в киоте на левом клиросе перед иконостасом. Именно она ныне почитается верующими как чудотворная.

## Украшения
По описанию Тихвинского архимандрита Герасима в 1806 году на иконе были:
 венцы на Богоматери и Предвечном Младенце серебряные, позолоченные, весом 16 фунтов. Убрус на Богоматери сделан из крупного и на половину китайского жемчуга. Из драгоценных камней:топазов белых 10, гранат 7, бирюзы 4, цветной бирюзы 4, жемчугу 144 золотника и множество мелких камней:аквамаринов, топазов, страз и прочьего.
В 1854—1855 годах выполнена новая риза для иконы, работы Ф. А. Верховцева.

## Списки
Списки иконы находятся в:
- Георгиевская церковь в Старой Руссе (конец XVIII века)[3]
- Успенский собор Большого Тихвинского монастыря (1888 год)[3]
- Никольский придел церкви Филиппа Апостола в Новгороде (XIX век)[3]
- Церковь Успения Пресвятой Богородицы в селе Молочково, Солецкий район Новгородской области
- Покровский Поречский женский монастыре на Козьей Горе, Сланцевский район Ленинградской области[9].

## Даты празднования
- 4 (17) мая — день принесения в Старую Руссу чудотворной копии иконы в 1788 году и 18 сентября (1 октября) — день возвращения иконы в Старую Руссу в 1888 году[3].